# Vidar den Tavse
Vidar er i nordisk mytologi søn af Odin. Han holder sig for sig selv og træner til Ragnarok. Han er næsten lige så stærk som sin bror, Thor, men det er også nødvendigt, for ifølge Vølvens spådom skal Vidar ved Ragnarok hævne sin fars død. Han skal sætte sin fod i gabet på Fenrisulven, brække dens kæbe og derefter stikke et sværd i ulven. 
Til formålet har han en kæmpe skindstøvle, lavet af alle de stumper som skomagerne smider væk. dvs. alle endestykkerne og udskæringer ved hæl og tå. Han bærer altid denne støvle og den giver ham derfor en haltende gang. Med den på kan Fenrisulven ikke bide foden af ham, og Vidar overlever kampen med uhyret og bliver en af de overlevende aser fra Ragnarok, der opbygger den nye verden.